# Lapscheure
Lapscheure är en ort i Belgien.   Den ligger i provinsen Västflandern och regionen Flandern, i den nordvästra delen av landet, 80 km nordväst om huvudstaden Bryssel. Lapscheure ligger 2 meter över havet och antalet invånare är 365.
Terrängen runt Lapscheure är mycket platt. Runt Lapscheure är det ganska tätbefolkat, med 214 invånare per kvadratkilometer.. Närmaste större samhälle är Brygge, 11,9 km sydväst om Lapscheure. 
Trakten runt Lapscheure består till största delen av jordbruksmark.